# В
В (minuskule в) je písmeno cyrilice. Jeho tvar se v minuskulní i majuskulní variantě shoduje s tvarem majuskule písmena B v latince. Ve slovanských azbukách a ve většině neslovanských azbuk se jedná o třetí písmeno v pořadí, v čuvašské, itelmenské, kalmycké, kazašské, osetské, tatarské azbuce je В písmenem čtvrtým, v chantyjské azbuce dokonce písmenem pátým. V abazijštině je písmeno В součástí spřežek Гъв, ГӀв, Джв, Жв, Кв, Къв, КӀв, Хв, ХӀв, Чв, ЧӀв a Шв.
V latince písmenu В odpovídá písmeno V (v), v řeckém písmu v moderní řečtině mu odpovídá písmeno Β (β), v gruzínském písmu mu odpovídá písmeno ვ. V arménském písmu písmenu В odpovídají písmena Ւ (ւ) a Վ (վ).
V hlaholici písmenu В odpovídá písmeno Ⰲ.